# Клоктухіно
Клокту́хіно (рос. Клоктухино) — присілок у складі Куртамиського округу Курганської області, Росія.
Населення — 180 осіб (2010, 250 у 2002).
Національний склад станом на 2002 рік:
- росіяни — 99 %